# Kemi-Lappmark

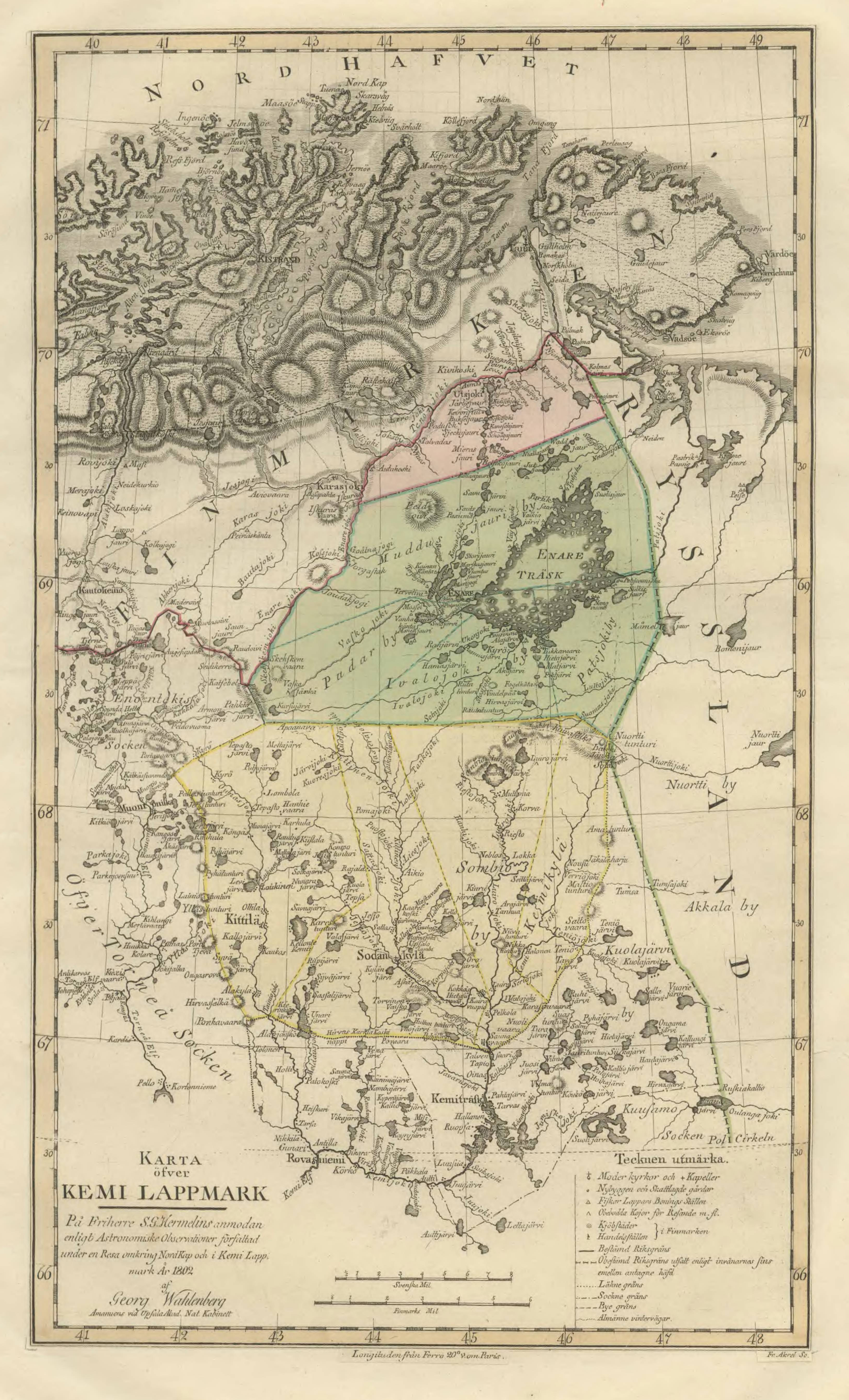
Karte der Kemi-Lappmark (1804)

Die Kemi-Lappmark (schwedisch Kemi lappmark, finnisch Kemin lappi) war eine Lappmark (historische Unterteilung des Siedlungsgebiets der Samen) im heutigen Finnland. Zur Kemi-Lappmark gehörte während der Zugehörigkeit des Gebiets zum schwedischen Reich das weitläufige samisch besiedelte Gebiet am Oberlauf des namensgebenden Flusses Kemijoki im Ostteil Finnisch-Lapplands. Das Gebiet umfasste die Kirchspiele Kittilä, Sodankylä, Inari und Kuolajärvi (heute Salla). Nachdem das Gebiet des heutigen Finnland 1809 an Russland gefallen war, verlor die Einteilung in Lappmarken im neugegründeten Großfürstentum Finnland ihre verwaltungstechnische Bedeutung und das Gebiet wurde in die Provinz Oulu eingegliedert.